# M/T Rigel III
M/T Rigel III odnosno M/T Regina della Pace, trajekt je za dužobalne i međunarodne linije između Italije i Hrvatske. U vlasništvu je hrvatsko-talijanskog brodara Blue Linea. Izgrađen je 1979. za finskog naručitelja. U povijesti brod je više puta mijenjao vlasnike i imena.
Brod je kapaciteta oko 1.700 osoba i 554 vozila.

## Vanjske poveznice
|  | Zajednički poslužitelj ima još gradiva o temi M/T Regina della Pace |